# Статуя на свободата (Париж)
Статуя на свободата в Париж е един от четирите умалени варианти на Статуята на свободата в Ню Йорк , изработени от същия скулптур Фредерик Огюст Бартолди: 
- Статуя на свободата на Лебедовия остров до Айфеловата кула – издигната е през 1885 г., висока е 11,5 метра, тежи 14 тона и е открита през 1889 година. Подарена е на града в знак на благодарност за оригинала, който Франция подарява на САЩ, където е открит през 1886 г. През 1937 г. статуята е обърната да гледа на запад, към Ню Йорк, както е искал преживе скулптурът. Според някои златотърсачи на нея има отбелязани символи, които водят до следа към карта на съкровище.
- Статуя на свободата в Музея Орсе – бронзов модел на нюйоркската статуя с височина 3 метра. Подарена е от Бартолди на Люксембургския музей през 1900 г. и е поставена през 1906 година в Люксембургската градина. През 2011 г. факелът е откраднат. Статуята е напълно реставрирана с нов факел и от юли 2012 г. се съхранява в Музея д'Орсе.
- Статуя на свободата в Музея на изкуствата.
- Статуя на свободата на баржа, закотвена на брега на р. Сена.